# Željko Santrač
Željko Santrač, född den 22 september 1965 i Jugoslavien, är en svensk skådespelare, regissör och konstnärlig ledare för teater.

## Biografi
Santrač växte upp i det forna Jugoslavien och utbildade sig på Teaterhögskolan i Novi Sad 1986-91, samt på Dramatiska Institutet 1998. Han har bland annat verkat vid Nationalteatern i Belgrad, men under Balkankrigen tvingades han tillsammans med sin blivande hustru Suzanna Santrač flytta till Sverige i mitten av 1990-talet. De båda slog sig ner i Lund, där han startade den internationella teatergruppen Kalejdoskop 1996.    Denna verksamhet ersattes från 2001 med Teater Theatron, där de båda är verksamma som konstnärliga ledare, skådespelare, regissör med mera. Han har även arbetat på bland annat Malmö dramatiska teater och Moomsteatern. 
På film har han bland annat spelat den återkommande rollen som "Matte" i polisfilmerna om Johan Falk.

## Filmografi
- 2002 – Välkommen till Tomas & Jill
- 2004 – Container
- 2006 – One of Us is Gonna Die Young
- 2006 – När mörkret faller
- 2009 – Oskuld
- 2009 – Wallander – Kuriren
- 2009 – Johan Falk – Vapenbröder
- 2009 – Johan Falk – Leo Gaut
- 2009 – Johan Falk – Gruppen för särskilda insatser
- 2009 – Johan Falk – Operation Näktergal
- 2009 – Johan Falk – National Target
- 2009 – Johan Falk – De fredlösa
- 2010 – Visste du?
- 2010 – Pillow Talk
- 2012 – Johan Falk: Spelets regler
- 2013 – Snabba Cash – Livet deluxe
- 2013 – Johan Falk: Kodnamn Lisa
- 2015 – Johan Falk: Ur askan i elden
- 2015 – Johan Falk: Tyst diplomati
- 2015 – Johan Falk: Blodsdiamanter
- 2015 – Johan Falk: Lockdown
- 2015 – Johan Falk: Slutet
- 2019 – Vår tid är nu (TV-serie)

## Teater

### Roller
| År   | Roll | Produktion                                               | Regi           | Teater            |
| ---- | ---- | -------------------------------------------------------- | -------------- | ----------------- |
| 1996 |      | Timmen när vi inte visste något om varandra Peter Handke | Kim Brandstrup | Malmö stadsteater |